# 阿于
阿于（法語：Ahuy，法語發音：[a.ɥi]）是法国科多尔省的一个市镇，位于第戎市区的西北方向，属于第戎区和第戎都市圈。

## 地理
阿于（47°22'8"N, 5°1'20"E）面积6.4 平方千米，位于法国勃艮第-弗朗什-孔泰大區科多尔省，该省份为法国中东部省份，北起奥布省，西接涅夫勒省和约讷省，南至索恩-卢瓦尔省，东南接汝拉省，东临上索恩省，东北部与上马恩省接壤。
与阿于接壤的市镇（或旧市镇、城区）包括：梅西尼和旺图、欧特维尔莱第戎、方丹莱第戎、阿涅尔莱第戎、代镇、第戎。
阿于的时区为UTC+01:00、UTC+02:00（夏令时）。

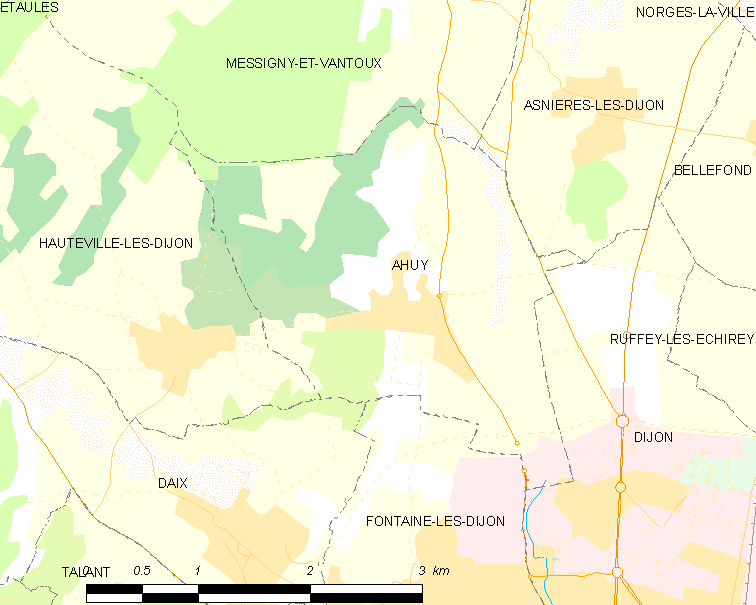
阿于的OSM定位图

## 行政
阿于的邮政编码为21121，INSEE市镇编码为21003。

## 政治
阿于所属的省级选区为方丹莱第戎县。

## 交通
科多尔省省道D107A线经过镇中心。

## 人口

1962-2008年间阿于人口变化图示

阿于于2022年1月1日时的人口数量为1695人。